# Hippolyte ventricosa
Hippolyte ventricosa är en kräftdjursart som beskrevs av H. Milne Edwards 1837. Hippolyte ventricosa ingår i släktet Hippolyte och familjen Hippolytidae. Inga underarter finns listade i Catalogue of Life.